# Гејтсхед
Гејтсхед (енгл. Gateshead) је град у Уједињеном Краљевству у Енглеској. Према процени из 2007. у граду је живело 77.089 становника.

## Становништво
Према процени, у граду је 2008. живело 77.089 становника.
| 1981.  | 1991.  | 2001.  |
| ------ | ------ | ------ |
| 91,429 | 83,159 | 78,403 |